# Bengești-Ciocadia
Bengesti-Ciocadia là một xã thuộc hạt Gorj, România. Dân số thời điểm năm 2002 là 3555 người.